# Robustagramma setilamella
Robustagramma setilamella är en tvåvingeart som beskrevs av Marshall och Xiaolong Cui 2005. Robustagramma setilamella ingår i släktet Robustagramma och familjen hoppflugor.
Artens utbredningsområde är Costa Rica. Inga underarter finns listade i Catalogue of Life.